# Operazione commandos
Operazione commandos (They Who Dare) è un film di guerra del 1954 diretto da Lewis Milestone.
Gli interpreti principali sono Dirk Bogarde, Denholm Elliott e Akim Tamiroff. La vicenda narrata si basa sull'Operazione Anglo, che ebbe luogo nelle isole del Dodecaneso durante la seconda guerra mondiale, nell'ambito della quale reparti speciali cercarono di ridurre la minaccia che la Luftwaffe presentava per le forze Alleate stanziate in Egitto.
Il titolo del film fa riferimento al motto del britannico Special Air Service: "Who dares Wins" ("chi osa vince").

## Trama
Durante la seconda guerra mondiale, un gruppo di sei uomini appartenenti ai britannici Special Boat Service, insieme a due ufficiali greci e a due guide locali vengono mandati in una missione che ha  lo scopo di distruggere due aeroporti delle Potenze dell'Asse, a Rodi.
Guidato dal tenente Graham, il manipolo raggiunge Rodi a bordo di un sommergibile, e, giunto di notte alla costa dell'isola, deve attraversare una regione montuosa. Dopo di che si scinde in due squadre, ciascuna delle quali si dirige alla propria meta e persegue con successo il proprio scopo, attraverso diverse traversie, a seguito delle quali solo due uomini riescono avventurosamente a porsi in salvo e a ritirarsi dall'isola.

## Produzione
Il film è stato in parte girato in loco a Cipro e Malta, con Walter Milner Barry, ex ufficiale delle Special Boat Service come consulente tecnico. David Sutherland, uno dei sopravvissuti della missione, ha fornito il proprio resoconto (after action report) allo sceneggiatore Robert Westerby 
Il soggetto è stato riscritto ex novo da Lewis Milestone, e di nuovo rimaneggiato dal produttore Maxwell Setton. Il film ha ricevuto scarso riconoscimento dalla critica. Dirk Bogarde ricorda che un critico cinematografico si è riferito ad esso, in un suo articolo, citandone erroneamente  il titolo come "Come osano?" ("How Dare They?").
L'aviazione libanese ha messo a disposizione, per il film,  due aerei Savoia-Marchetti S.M.79. Dirk Bogarde ricorda che il regista Lewis Milestone insisteva a far indossare agli attori uno zaino di 90 libbre (40 Kg), convinto che, altrimenti, non avrebbero potuto sembrare verosimili nei loro ruoli. Il cast fece una settimana di esercizi fisici, ma alla fine il peso degli zaini fu ridotto a 60 libbre (27 Kg) 